# Бродовський Марк Максимович
Марк Максимович Бродовський (1861, Одеса — 1919) — російський журналіст. Видавець (з 1889) щорічного «Календаря для письменників, літераторів і видавців», укладач популярних літературних посібників і довідників.
Закінчив Царськосільську гімназію. Студент-ревізор Московського університету (1880-1884), літературною діяльністю почав займатися в кінці 1870-х років.

## Обране

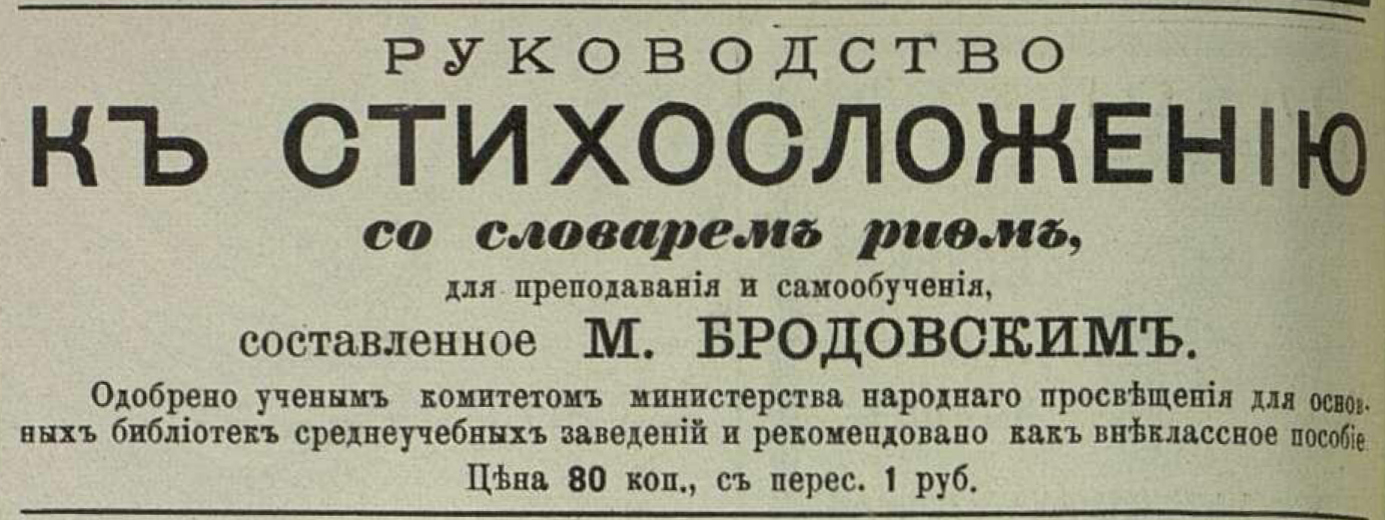
Реклама інструкції
з віршування, 1894 рік.

- Інструкція з віршування (Руководство к стихосложению) (СПб, 1887)
- Практична інструкція з техніки писання (Практическое руководство к технике сочинения) (СПб, 1888)